# Pikareskni roman
Pikareskni roman je literarna podzvrst romana v prozi. Še posebej je značilen za Španijo, čeprav se je razširil tudi drugod po Evropi. Pojavi se v obdobju med renesanso in barokom, v času španskega zlatega veka, svoj vrhunec pa doseže v prvi tretjini 17. stoletja.

## Uvod
Pikareskni roman je nastal kot kritika ne le institucij Imperialne Španije, ampak tudi idealiziranih pripovedi iz časa renesanse kot so epi, viteški romani, sentimentalni romani, idilične povesti. Gre za tako imenovane »antiromane« z antiherojskim značajem, kar je bila slika takratnega časa: ambicije obubožanih plemičev, nesrečni razdedinjenci, neiskreni verniki in marginalni spreobrnjenci. Vsi ti so se zoperstavili vitezom in obogatelim meščanom, ki so živeli v svojem svetu.
V Španiji je zvrst imela še pridih moralne, družbene in religiozne konotacije vsakdanjega kontrasta med dvema plastema družbe, aristokracijo in služinčadjo. Skozi 16. stoletje se prične degradirati plemstvo in Don Kihot je eden izmed primerov tega fenomena v španski literaturi, ki se tudi odseva v dramski podvrsti – entremésu. Ponižen potepuh, lenuh ali prevarant je antivitez, ki se preživlja samo s prevarami in zvijačami, vzpon po družbeni lestvici pa je le iluzija. La vida de Lazarillo de Tormes (1554) je začetek kritike takrat dominantnih vrednot časti in hinavščine, ki so bili ukoreninjene v videzih, kar doseže vrhunec s Primera parte de Guzmán de Alfarache (1599).

## Značilnosti
- Glavni junak je potepuh z nižje družbene lestvice in potomec staršev brez časti ali zločincev. Je nasprotje idealnega viteza, ki v takratni sodobni družbi ne obstaja več. Prizadeva si za izboljšanje svojega družbenega položaja, a se v doseganju le-tega zateče k zvijačam in nelegalnim metodam kot so prevare in goljufije. Živi na obrobju družbenih pravil, ki jih je postavila visoka družba. Svoboda je zanj ideal, kljub temu pa ima pogosto slabo vest, kot na primer v Guzmán de Alfarache.
- Strukturirana je kot lažna avtobiografija. Pripovedovalec je prvoosebni, kot da je glavni junak, skesan grešnik in antijunak, hkrati tudi avtor in pripoveduje lastne dogodivščine z namenom moralizirati, začenši s svojo genealogijo, ki pa je pravo nasprotje tega, kar naj bi bilo poreklo viteza. Potepuh se v romanu pojavi z dvojne perspektive: kot avtor in kot junak. Kot avtor se nahaja v sedanjem času, ki gleda nazaj na svojo preteklost in pripoveduje zgodbo, katere konec že pozna.
- Determinizem. Čeprav se potepuh trudi izboljšati svoj družbeni položaj, mu vsakič spodleti in za vedno bo ostal potepuh. Zaradi tega je struktura pikaresknega romana vedno odprta. Dogodivščine, ki jih pripoveduje, bi se lahko nadaljevale v neskončnost, kar nakazuje na to, da ni mogoče spremeniti dane zgodbe. Na paradigmo se sklicuje tudi Lázaro, da bi s tem opravičil lastne napake in si tako pridobil naklonjenost bralcev v La vida de Lazarillo de Tormes. Nanjo so odgovorili tudi avtorji kot Mateo Alemán, Francisco de Quevedo, Miguel de Cervantes in številni drugi v poznejših letih.
- Pesimistična ideologija s pridihom morale. Vsak pikareskni roman je pripovedovan s finalne perspektive. Na pikaresken roman je imela velik vpliv sakralna retorika stoletja. Junak se na koncu pokesa ali pa je kaznovan.
- Satiričen namen in ponavljajoča se struktura. Roman kritizira vse sloje družbe, in prav pri vsakem predstavniku družbe službuje tudi potepuh, ter tako nakazuje na ponavljajočo se strukturo. Tako potepuh iz prve vrste vidi hinavščino, ki jo pooseblja vsak izmed njegovih mogočnih lastnikov.
- Realizem, celo naturalizem pri opisih nekaterih neprijetnih aspektov resničnosti, ki se nikoli ne predstavi kot idealizirana, ampak kot šala ali razočaranje.

## Razvoj zvrsti v Španiji
Satirični elementi, ki se konstantno pojavljajo v svetovni književnosti, izvirajo iz miletske zgodbe in grškega romana Vida de Esopo. Pojavi se v Satyricón Petronia in predvsem v El asno de oro Lucija Apuleja, kot tudi v drugih klasičnih delih in v srednjem veku preko golijardske literature, katere predstavnik je Juan Ruiz in njegovo delo Knjiga dobre ljubezni. Moč jih je najti tudi v arabskih makamajih, ki jih je kot žanr izoblikoval perzijec Al Hamadani ob koncu 10. stoletja; v francoskih fabliaux; v romanu v verzih Espill (Ogledalo, 1460) Jaumea Roiga; v folklornih pustolovščinah zvitega srednjeveškega kmeta Till Eulenspiegla, ki so bile prvič zbrane leta 1515 v nemški antologiji, ta pa je bila najverjetneje osnovana na originalu la Baja Sajonia; v nekaterih novelle Giovanna Boccaccio in pri el Arcipreste de Talavera Alfonso Martínez de Toledo; v Celestini Fernanda de Rojasa in v njegovih nadaljevanjih, predvsem v Feliciano de Silva; v La lozana andaluza Francisca Delicada, v El momo Leona Battista Albertija in tako dalje.
Razvoj žanra v Španiji:
- Avtor neznan, La vida de Lazarillo de Tormes y de sus fortunas y adversidades (1554).
- Mateo Alemán, Guzmán de Alfarache  (1599 in 1604).
- Juan Martí, Segunda parte del Guzmán de Alfarache (1603), apokrifen.
- Francisco de Quevedo, La vida del Buscón (1604-1620), natisnjen leta 1626.
- Gregorio González, El guitón Honofre (1604).
- Francisco López de Úbeda, Libro de entretenimiento de la pícara Justina (1605).
- Alonso Jerónimo de Salas Barbadillo, La hija de la Celestina (1612), La ingeniosa Elena (1614), razširitev prejšnje, El sagaz Estacio y El sutil cordobés Pedro de Urdemalas (1620).
- Vicente Espinel, Relaciones de la vida del escudero Marcos de Obregón (1618).
- Carlos García, La desordenada codicia de los bienes ajenos (1619).
- Juan de Luna, Segunda parte de la vida de Lazarillo de Tormes (1620).
- Juan Cortés de Tolosa, Lazarillo de Manzanares, con otras cinco novelas (1620).
- Jerónimo de Alcalá, Alonso, mozo de muchos amos o El donado hablador (1624 in 1626).
- Alonso Castillo Solórzano, Harpías de Madrid y coches de las estafas (1631); La niña de los embustes, Teresa del Manzanares, natural de Madrid (1632); Aventuras del bachiller Trapaza, quintaesencia de embusteros y maestro de embelecadores (1637); La garduña de Sevilla y anzuelo de las bolsas (1642),
- Antonio Enríquez Gómez, Vida de don Gregorio Guadaña (1644).
- Najverjetnejši avtor Gabriel de la Vega, La vida y hechos de Estebanillo González, hombre de buen humor, compuesto por él mesmo (1646).
- Félix Machado de Silva y Castro, Tercera parte de Guzmán de Alfarache (1650)
- Francisco Santos, Periquillo el de las gallineras (1668).

## Razvoj žanra v drugih literaturah
Španski pikareskni roman je zelo vplival na evropsko pripovedništvo tistega časa. Na začetku so se pojavile imitacije del kot Življenje Jacka Wiltona (1594) angleža Thomasa Nashe (1567–1601) in Komičen roman (1651–1657) francoza Paul Scarron; 
Kasneje so sledila originalna dela kot so: el Mirandor (1695) Nikolaasa Heinsius el Joven; Zgode in nezgode znamenite Moll Flanders (1722) Daniela Defoe, in Tom Jones (1749) Henryja Fieldinga.
V Nemčiji je eno glavnih del Simplicius Simplicissimus (1669) izpod peresa Hansa Jakoba Christoffela von Grimmelshausena, ki je napisal še druga dela istega žanra, med njimi pa najbolj izstopa La pícara Coraje (1670), "feministični" pikareskni roman.
V Franciji za začetnika žanra štejejo Charlesa Sorela z delom La Vraye Histoire Comique de Francion (1622-41). Pomembno delo je tudi Las aventuras de Gil Blas de Santillana (1715–1735), pisatelja Alaina René Lesageja.
V Rusijo pikareskni roman vstopi z anonimnim delom Historia de Frol Skobeyev, njegova zgodba pa se odvija v času vladanja Petra Velikega (1682–1725). Pozneje žanr pomembno zaznamuje tudi Matvej Komarov in njegovo delo Avtentična in detalnja zgodba dveh potepuhov: prvi je Rus, lopov slave, drugi pa je francoski potepuh Cartouche (1779).

## La vida de Lazarillo de Tormes
Delo velja za prvi primer pikaresknega romana. Objavljeno je bilo leta 1554 v Burgosu, še v času vladavine Karla V. Je prvi primer modernega romana in hkrati ostra kritična analiza španske družbe, predvsem socialnih neenakosti. Gre za anonimno delo, njegov avtor ni znan, je pa najverjetneje to delo kakšnega erazmista. Zaradi očitne kritike duhovščine je bilo delo leta 1559 prepovedano, cenzurirano in nato znova objavljeno 1573.
Nekateri kritiki sicer menijo, da je Lazarillo de Tormes le predhodnik tega žanra, ki bi se naj zares začel šele z Guzmán de Alfarache (1599-1604). V tem delu je namreč definiran "potepuh" (špansko pícaro).